# La casa al final de la calle
La casa al final de la calle é uma telenovela mexicana, produzida pela Televisa e exibida pelo El Canal de las Estrellas entre 16 de janeiro e 8 de setembro de 1989. 
Foi protagonizada por Angélica Aragón, Leticia Calderón , Héctor Bonilla e Eduardo Palomo, com as atuações dos primeiros atores Luis Bayardo e Saby Kamalich e co as participações co-estelares de Margarita Gralia e Guillermo García Cantú.

## Elenco
- Héctor Bonilla - César Peralta
- Angélica Aragón - Leonor Altamirano Nájera
- Leticia Calderón - Teresa Altamirano Nájera
- Luis Bayardo - Roberto Gaytán
- Saby Kamalich - Esperanza de Gaytán
- José Alonso - Bronski
- Margarita Gralia - Rebeca Ulloa
- Guillermo García Cantú - Braulio
- Eduardo Palomo - Claudio Juárez
- Lilia Aragón - Iris Carrillo
- Octavio Galindo - Gustavo
- Dunia Zaldívar - Guadalupe
- Gina Moret - Gloria
- Alejandra Peniche - Laura
- Narciso Busquets - Don Renato
- Erneto Vilchis - Virgilio
- Alejandra Vidal - Elsa
- Paco Rabell - Iglesias
- Maricarmen Vela - Ligia Andrade
- Teresa Rábago - Luisa
- Cecilia Romo - Verónica
- Jaime Ortiz Pino - Dr. Balbuena
- Nando Estevane - Marcelo
- Beatriz Martínez - Dra. Ponce
- Miguel Macía - Márquez
- Luis de Icaza - Alex
- Marta Verduzco - Eva Estrada
- Blas García - Rubén
- Tere Mondragón - Engracia
- José Luis Padilla - Patricio
- Josefina Echánove - María
- Tina Romero - Marina Durán
- Claudio Obregón - Sergio Escobar
- Luis Couturier - Víctor Gálvez
- Alonso Echánove - Rafael Lozada

## Prêmios e indicações

### TVyNovelas
| Categoria                 | Indicado(a)            | Resultado |
| ------------------------- | ---------------------- | --------- |
| Melhor atriz protagonista | Angélica Aragón        | Indicado  |
| Melhor ator protagonista  | Héctor Bonilla         | Venceu    |
| Melhor ator antagonista   | José Alonso            | Indicado  |
| Melhor ator juvenil       | Guillermo García Cantú | Indicado  |
| Revelação masculina       | Eduardo Palomo         | Venceu    |
| Melhor direção de cena    | Jorge Fons             | Venceu    |
| Melhor produção           | Juan Osorio Ortiz      | Venceu    |